# نوک‌داسی سیاه
نوک‌داسی سیاه (نام علمی: Epimachus fastuosus) نام یک گونه از سرده نوک‌داسی‌ها است.